# Kodak, Sofiivka
Kodak (în ucraineană Кодак) este un sat în comuna Ordo-Vasîlivka din raionul Sofiivka, regiunea Dnipropetrovsk, Ucraina.

## Demografie
Componența lingvistică a localității Kodak
     Ucraineană (89,36%)
     Rusă (10,64%)
Conform recensământului din 2001, majoritatea populației localității Kodak era vorbitoare de ucraineană (89,36%), existând în minoritate și vorbitori de rusă (10,64%).